# Vittorio Bissi
Vittorio Bissi (Piacenza, 3 marzo 1937 – Piacenza, 6 dicembre 2019) è stato un calciatore e allenatore di calcio italiano, di ruolo attaccante.

## Carriera

### Giocatore
Cresce nel Pro Piacenza e nel Codogno, e nel 1955 passa al Como, con cui due anni più tardi esordisce in Serie B. Con i lariani disputa due stagioni nella serie cadetta, collezionando 48 presenze complessive.
Nel 1959 viene acquistato dall'Verona, sempre in Serie B. Vi rimane per una stagione, con 19 presenze e 3 reti, prima di trasferirsi al Parma dove scende in campo in 6 occasioni, condizionato da un serio infortunio al menisco. Nel novembre 1961 accetta di scendere in Serie D, con la maglia del Pavia, con cui realizza 9 reti (record personale). Viene riconfermato anche per la stagione successiva, sempre da titolare.
Nell'estate 1963 viene acquistato dal Piacenza, giocando per la prima volta nella squadra della sua città, nella quale aveva già militato suo fratello Orlando. Inizialmente titolare, perde il posto a novembre a causa di diversi problemi fisici e dopo l'acquisto di Pier Antonio Brasi dal Novara, e totalizza 8 presenze con un gol nel vittorioso campionato di Serie D 1963-1964. Rimane a Piacenza anche nel campionato seguente, nel quale disputa 3 partite, prima di svincolarsi dalla società emiliana.
In carriera ha collezionato 73 presenze in Serie B.

### Allenatore e dirigente
Smessi i panni del calciatore, torna al Pro Piacenza dapprima come allenatore e poi come dirigente. In seguito diventa dirigente accompagnatore della Primavera del Piacenza allenata da Giancarlo Cella alla fine degli anni Ottanta.

## Palmarès

### Giocatore

#### Competizioni nazionali
- Campionato italiano Serie D: 1

Piacenza: 1963-1964